# Diogo Neto
Le général Manuel Diogo Neto, est un homme politique et militaire portugais, membre de la Junte de salut national lors de la Révolution des Œillets en 1974.